# Robert März
Karl Robert März (* 15. Juli 1894 in Dresden; † 21. Januar 1979 in Bergen/Rügen) war ein deutscher Lehrer und Ornithologe.

## Leben
Robert März wurde in Dresden als Sohn eines Klempnermeisters geboren, wo er auch die Schule besuchte. Nach dem erfolgreichen Besuch des Lehrerseminars von 1909 bis 1914 und dem Einsatz im Ersten Weltkrieg, in dem er in französische Gefangenschaft geriet, aus der er erst 1920 entlassen wurde, wurde er nach Zwischenstationen in Kamenz (April 1920 bis Januar 1921) und Mühltroff (Februar 1921 bis Dezember 1924) Lehrer im Dorf Wehlen in der Sächsischen Schweiz. Später wurde er in die Stadt Sebnitz versetzt. Von 1948 bis zu deren Auflösung Ende 1954 war Robert März Leiter der Außenstelle für Vogelschutz in Prossen bei Bad Schandau. Danach ging er an das Institut für Pflanzenzüchtung in Quedlinburg. Zwischen 1957 und 1959 war er in der Dresdner Zweigstelle des Instituts für Landschaftspflege und Naturschutz (Halle) beschäftigt, danach auf Initiative von Heinrich Dathe bis 1964 im Tierpark Berlin.
Bereits frühzeitig trat er in den Kulturbund der DDR ein, wo er Mitglied des Bezirksfachausschusses Ornithologie für den Bezirk Dresden wurde.
In seiner Freizeit beschäftigte er sich von früher Jugend an mit der Tierwelt des Elbsandsteingebirges. Die Ergebnisse seiner jahrelangen intensiven Forschungen flossen in die 1957 erschienene Publikation Tierleben des Elbsandsteingebirges im Ziemsen Verlag ein, die schnell vergriffen war. In späterer Zeit wandte er sich verstärkt der Ornithologie zu. Sein besonderes Interesse widmete er den Greifvögeln und den Eulen. Die Verbreitung dieser Tierarten erforschte er bei zahlreichen Exkursionen in die Natur.
Besondere Verdienste erwarb sich Robert März bei der Entwicklung der Gewöll- und Rupfungskunde der Eulen. Bei den Greifvögeln spezialisierte er sich auf die weitere Erforschung von deren Ernährungsweise. Darüber publizierte er mehrere Fachbücher, darunter das Handbuch der Gewöll- und Rupfungskunde, das in zwei Auflagen im Akademie-Verlag in Berlin erschien und später von Konrad Banz grundlegend überarbeitet wurde.
In der Reihe der Neuen Brehm-Bücherei erschienen von ihm die Bände Der Uhu, Der Rauhfußkauz sowie Rupfungen und Gewölle.
Ab 1974 lebte er auf der Insel Rügen bei seiner Tochter, wo er 1979 starb.

## Ehrungen
- 1967 Leibniz-Medaille der Akademie der Wissenschaften der DDR
- Ehrennadel Für heimatkundliche Leistungen